# IR Reykjavik
Le Íþróttafélag Reykjavíkur est un club omnisports islandais basé à Reykjavik. Il possède notamment des sections de football, de handball et de basket-ball.

## Historique
- 1907 : fondation du club

## Palmarès

### Section football
- Championnat d'Islande D3 masculin
  - Vainqueur (2) : 2008, 2016
- Championnat d'Islande D4 masculin
  - Vainqueur (1) : 1985

### Section handball
- Championnat d'Islande masculin
  - Vainqueur (1) : 1946
- Coupe d'Islande masculine
  - Vainqueur (2) : 2005, 2013

### Section basket-ball
- Championnat d'Islande masculin
  - Vainqueur (15) : 1954, 1955, 1957, 1960, 1961, 1962, 1963, 1964, 1969, 1970, 1971, 1972, 1973, 1975, 1977
- Coupe d'Islande masculine
  - Vainqueur (2) : 2001, 2007